# Champion
Champion (Шампион) е песен от албума Pink Friday: Roman Reloaded на американската рапърка Ники Минаж с участието на рапърите Дрейк, Нас и Йънг Джийзи. В песента Ники пее за мъртвия си братовчед Никълъс (Cause they killed my cousin Nicholas, but my memories only happy images).

## Видео
Ники Минаж каза, че ще направи видео за Champion и за Whip It.

## Изпълнения на живо
Ники първо изпя песента на живо на 3 април 2012 г., когато албумът е издаден. Освен Champion тя изпя и Roman Reloaded, HOV Lane, I Am Your Leader, Beez in the Trap.